# Heinz Schildknecht
Heinz Schildknecht (* 23. April 1913 in Essen; † 16. Mai 1963 ebenda) war ein deutscher Maler, welcher als Künstler Auftragsarbeiten von Glasfenstern, Wandbildern, Teppichen und Drahtplastiken in der Industrie und bei Städten fertigte.

## Leben und Werk
Nach dem Besuch der Krupp-Oberrealschule in Essen machte Heinz Schildknecht von 1913 bis 1933 eine Lehre im Verein für die Bergbaulichen Interessen und besuchte die Abendkurse an der Folkwangschule Essen. 1934 war Heinz Schildknecht zuerst Schüler bei Walter Maria Kersting und bis 1939 an der Kunstakademie Düsseldorf bei Werner Heuser und Richard Schwarzkopf.
In der Mitgliederliste der Waffen-SS (Autor John P. Moore) wurde Heinz Schildknecht unter der Nr. 17 629 aufgeführt, 1935 ausgeschlossen. 1939 bis 1946 im Zweiten Weltkrieg war er Soldat und kam in Kriegsgefangenschaft.
1948 fertigte Heinz Schildknecht Wandbilder für das RWE Reisholz (im Verwaltungsgebäude des ehemaligen RWE-Kraftwerk Düsseldorf-Reisholz) und 1949 einen Wandteppich für den Sitzungssaal des DGB Düsseldorf (in der Stromstraße 8 in Düsseldorf am Rheinufer). „Der Wandteppich, der von Herrn Schildknecht und seinen Mitarbeitern in monatelanger Arbeit – 5000 Arbeitsstunden – hergestellt wurde […] ist von ausserordentlich bedeutsamer künstlerischen Qualität und von besonders grosser technischer Vollkommenheit, sodass eine zahlenmäßige Bewertung überhaupt fast unmöglich ist und eine Bezahlung im idiellen Wert kaum geregelt werden kann.“ (Werner Heuser, 15. Juni 1949)
1950 bis 1952 Arbeitsgemeinschaft mit Max Burchartz: „Es war der Folkwangprofessor Max Burchartz, der zusammen mit dem Essener Maler Heinz Schildknecht, 1950 diese erste Initiative von Kunstinteressierten in Essen nach dem Zweiten Weltkrieg unter dem programmatischen Namen "Tatkreis Kunst der Ruhr e.V." begründete. Es ging darum, mit engagierten Ausstellungen, Reisen, Vorträgen, Autorenlesungen und der Herausgabe von Editionen den Anschluss an die Gegenwart der Nachkriegszeit zu finden und die bildenden Künste tatkräftig zu fördern. Schon damals wurde Kunst nicht als isoliertes Phänomen, sondern immer in kulturgeschichtlichen Zusammenhängen begriffen. Dieses Grundverständnis hat die gesamten Aktivitäten des Vereins von Anfang an geprägt, was u. a. in seiner interdisziplinären Programmgestaltung bis heute ablesbar ist.“ (Kunstverein Ruhr)
1951 beteiligte sich Schildknecht am Aufbau der Halle 1 des B.D.A. auf der Constructa-Ausstellung in Hannover in Zusammenarbeit mit Edgar Wedepohl. Die Ausstellung zielte darauf, als eine Art Zentralinstitut der Bauforschung eine umfassende Rationalisierung des Bauwesens zu fördern. Mit Hubert Berke und seinem Freund Erich Mülbe redigierte er den Ruhr-Almanach.
1952 fertigte Heinz Schildknecht zwei große Mappenwerke für den Bergbau in künstlerischer Schau im Auftrag der Ewald-König Ludwig Bergbau AG. Diese enthielten mehrfarbige Linolschnitte mit Motive aus dem Bergmannsleben.
1953 Gestaltung der Glasfenster mit „bergmännischen Motiven“ für die Zeche Aurora in Hattingen, welche sich auf der Rückseite des Verwaltungsgebäudes befanden und die Glasfenster der „Alte Leipziger Sach“ in Bonn. 1954 bis 1958 Glasfenster „Tanz und Musik“, die Glasfenster „Bergmannstrachten und Bergparade“ (Antikglas/Blei/Schwarzlot) im Treppenhaus der Rheinbabenschule und Fertigung von fünf Wandbildern und einer Drahtplastik für die Stadt Bottrop. 1956 Gestaltung der Knappenbriefe, in Linolschnitt, der Zeche Hugo.
1957 fertigte Heinz Schildknecht im Auftrag der Ruhrknappschaft in Bochum einen Wandteppich und Gipsschnitte für das Schloss Schönberg, welches zu einem Erholungsheim ausgebaut wurde und 1961 bis 1962 die Glasfenster für das Verwaltungsgebäude der STEAG Lünen.
Die Arbeiten von Heinz Schildknecht waren charakteristisch für die Abstrakte der 1950er-Jahre, das Informell und Post Bauhaus. Hier ähnelten sich seine Bilder noch sehr denen der Künstler Max Burchartz, Friedrich Vordemberge-Gildewart und Willi Baumeister, bis diese sich dann in den 1960er-Jahren in verschiedene Richtungen bewegten. Bei Heinz Schildknecht ist leider nur zu erahnen wohin sein Weg gegangen wäre, denn sein Werk teilt sich in den späten 1950/60er-Jahren in kubistisch, abstrakte und in informelle Arbeiten. 1963 starb Heinz Schildknecht im Alter von 50 Jahren.

## Ausstellungen (Auswahl)
- 1957: Kollektivausstellung in Frankfurt, mit Mappenwerk und Reiseimpressionen
- 1963: Kollektivausstellung Galerie Maywald, Paris
- 1989: Kollektivausstellung Flottmann-Hallen „Schichtwechsel“ Der Bergbau im Spiegel der Bildenden Kunst